# Complainte
Die Complainte (französisch complainte „Klage“) ist eine lyrische Gattung der mittelalterlichen französischen und provenzalischen Dichtung. Im Gegensatz zum Planctus oder Planh behandelt sie nicht nur den Tod, sondern auch anderes subjektiv erlebtes Unglück. Dies können allgemeine Themen sein, z. B. eine kriegerische Niederlage, der Verfall der Sitten oder der Verlust des Heiligen Grabes während der Kreuzzüge, aber auch ein persönliches Ereignis wie die unerwiderte Liebe. Der Inhalt wurde zum Teil biblischen Stoffen oder der mittelalterlichen Legendendichtung entnommen. Die Complainte wurde formal frei gestaltet und ist darum von anderen zeitgenössischen Genres wie Dit, Salut d’amour oder Sirventes nicht klar zu trennen.
Aus der französischen Dichtung sind u. a. der Sermon des Robert Sainceriaux auf den Tod Ludwigs VIII. (1226) erhalten, die Regres au roi Loëys auf seinen Nachfolger Ludwig den Heiligen (1270) und einige Werke von Rutebeuf, darunter die Complaintes d’outre-mer, die zur zeitgenössischen Kreuzzugspropaganda zu rechnen ist.
In der Renaissance wurde die Tradition der Complainte erneut aufgegriffen. Verfasser waren u. a. Clément Marot, Roger de Collerye und Pierre de Ronsard. Letzterer gestaltete aus seiner Erfahrung, als Dichter der Pleiade vom Hof verdrängt worden zu sein, sehr persönliche Anklagen wie die Complaintes contre Fortune (1559). Auch Joachim du Bellays Complainte du Désespéré (1559) als Klage über die Ferne von der Heimat zählt zu diesem Themenkreis.
Danach wurde die Complainte als Genre aggressiver politischer Dichtung von anonymen Autoren in den folgenden Epochen genutzt, so z. B. in den Religionskriegen des 17. Jahrhunderts, als Agitationsmittel im Ancien Régime und während der Französischen Revolution. Dazu zählen sowohl Complaintes auf den Tod Ludwigs XIV. wie auch auf die Revolutionäre Jean-Paul Marat und Jacques-René Hébert.
Geoffrey Chaucer führte die Complainte bereits im 14. Jahrhundert in die englische Literatur ein, indem er The Compleynt of Venus verfasste, eine satirische Klage über seine leere Geldbörse. Edmund Spenser griff sie in seinen Complaints (1591) auf, bevor sie im 18. Jahrhundert für Edward Young zu einem Stilvorbild der gesamten Romantik wurde, die den Weltschmerz dichterisch auszudrücken vermochte.